# Гладконос Хардвика
Гладконос Хардвика (Kerivoula hardwickii) — вид летучих мышей рода воронокухие гладконосы (Kerivoula) семейства гладконосые летучие мыши (Vespertilionidae), обитающий в Юго-Восточной Азии.

## Распространение
Обитает в Бангладеш, Китае, Индии (Ассам, Джамму и Кашмир, Карнатака, Мегхалая, Мизорам, Нагаленд и Западная Бенгалия), Индонезии, Лаосе, Малайзии, Мьянме, Пакистане (Пенджаб), на Филиппинах, Шри-Ланке (Центральная Провинция), в Таиланде, Сингапуре и Вьетнаме. Встречается на высоте от 2500 до 100 метров над уровнем моря. В настоящий момент виду ничто не угрожает.

## Среда обитания и экология
В Юго-Восточном Китае это млекопитающее встречается довольно часто в лесах, но размеры популяции и экологические тенденции в Южной Азии неизвестны. Единственная известная информация о летучей мыши в этой области заключается в том, что ее можно найти в более теплых долинах на северо-востоке Индонезии и на рисовых полях в Шри-Ланке. Сообщается также, что их видели ночующими в пещерах и лесных постройках в этих регионах. Эта летучая мышь в основном встречается в тропических и субтропических регионах Китая, в лесах и сельскохозяйственных угодьях. Их также можно найти в жилых районах и на крышах домов. Эту летучую мышь можно найти в различных лесах этих регионов, включая девственные, сухие, холмистые леса, а также низинные и горные леса.
Также было обнаружено, что летучая мышь обитает в подлеске и укрывается в дуплах деревьев или кучах опавших листьев. Их полет медленный и очень маневренный, как и положено лесным летучим мышам.

## Оценка угрозы виду
Гладконос Хардвика относится к категории «Вызывающие наименьшие опасения» Это связано с предположительно большой популяцией, имеющей широкое географическое распространение. Гладконос Хардвика может выдерживать изменения среды обитания и хорошо известен на охраняемых территориях, что снижает вероятность сокращения его популяции. Популяция вида оценивалась МСОП в 1996 и 2008 годах и оставалась в группе низкого риска.

## Внешний вид и строение
Шерсть на спинной стороне тела обычно дымчато-коричневого цвета, в то время как шерсть на брюхе имеет более светлый серовато-коричневый цвет. Длина предплечья этой летучей мыши обычно составляет 31—36 миллиметров, а длина ушей — примерно 11—15 миллиметров. У этого вида также более заметная разница в размерах премоляров, чем у других видов Kerivoula, таких как украшенный гладконос (Kerivoula picta). Перепонка крыльев черно-коричневая, но полупрозрачная. Мех очень мягкий, средней длины.

## Связь с плотоядными растениями
Эта маленькая летучая мышь была найдена сидящей над пищеварительной жидкостью в кувшинах плотоядного растения Nepenthes hemsleyana, которое растет на торфяных болотах и пустошах острова Калимантан. Летучие мыши используют кувшины растений как место для сна: здесь их не донимают насекомые-паразиты, кроме того, здесь они не конкурируют за ночлег с другими рукокрылыми. Растения получают от животных богатые азотом фекалии. Было подсчитано, что растение получает 34 % азота, добываемого ловчим кувшином, из помета летучих мышей.